# Łodygowice (gemeente)
De gemeente Łodygowice is een landgemeente in het Poolse woiwodschap Silezië, in powiat Żywiecki.
De zetel van de gemeente is in Łodygowice.
Op 30 juni 2004 telde de gemeente 13 279 inwoners.

## Oppervlakte gegevens
In 2002 bedroeg de totale oppervlakte van gemeente Łodygowice 35,2 km², waarvan:
- agrarisch gebied: 57%
- bossen: 25%

De gemeente beslaat 3,38% van de totale oppervlakte van de powiat.

## Demografie
Stand op 30 juni 2004:
| Omschrijving                   | Totaal | Totaal | Vrouwen | Vrouwen | Mannen | Mannen |
| ------------------------------ | ------ | ------ | ------- | ------- | ------ | ------ |
| eenheid                        | aantal | %      | aantal  | %       | aantal | %      |
| inwoners                       | 13 279 | 100    | 6817    | 51,3    | 6462   | 48,7   |
| bevolkingsdichtheid (inw./km²) | 377,2  | 377,2  | 193,7   | 193,7   | 183,6  | 183,6  |

In 2002 bedroeg het gemiddelde inkomen per inwoner 1304,12 zł.

## Administratieve plaatsen (sołectwo)
Bierna, Łodygowice, Pietrzykowice, Zarzecze.

## Aangrenzende gemeenten
Buczkowice, Czernichów, Lipowa, Wilkowice, Żywiec